# America Latină
America Latină este denumirea generică a țărilor care ocupă America de Sud, America Centrală, partea sudică a Americii de Nord și Arhipelagul Antilelor.
În acest areal limbile predominante sunt latine: spaniola, portugheza și franceza. Există și câteva teritorii în care limba oficială este engleza, iar circa 10% la sută din populația Americii Latine vorbește și limbi amerindiene.  
America Latină are o populație de circa 626 milioane de locuitori, care reprezintă 8,6% din populația Globului.

## Diviziuni politice
America Latină este divizată politic în următoarele țări și teritorii:
| Țări independente | Țări independente                                                                                   | Teritorii dependente de Franța            | Teritorii dependente de Olanda | Teritorii dependente de Statele Unite ale Americii |
| --- | --------------------------------------------------------------------------------------------------- | ----------------------------------------- | ------------------------------ | -------------------------------------------------- |
| - Argentina - Bolivia - Brazilia - Chile - Columbia - Costa Rica - Cuba - Republica Dominicană - Ecuador - El Salvador | - Guatemala - Haiti - Honduras - Mexic - Nicaragua - Panama - Paraguay - Peru - Uruguay - Venezuela | - Guiana Franceză - Guadelupa - Martinica | - Aruba - Bonaire - Curaçao    | - Insulele Virgine Americane - Puerto Rico         |

Harta lingvistică a Americii Latine: limba spaniolă cu culoarea verde, limba portugheză cu culoarea portocalie și limba franceză cu culoarea albastră.